# ヤーコプ・オリーカンの肖像
『ヤーコプ・オリーカンの肖像』（ヤーコプ・オリーカンのしょうぞう、蘭: Portret van Jacob Olycan、英: Portrait of Jacob Olycan）は、オランダ絵画黄金時代の巨匠フランス・ハルスが1625年にキャンバス上に油彩で制作した絵画である。画面上部右側に「ÆTAT SVÆ. 29 / Ao 1625」という銘文と制作年が記されている。『ヤーコプ・オリーカンの肖像』は、その妻を描いた対作品『アレッタ・ハーネマンスの肖像』とともに長らく一族の所有であったが、1880年にオランダ政府に売却され、1881年以来、デン・ハーグのマウリッツハイス美術館に所蔵されている。

## 作品

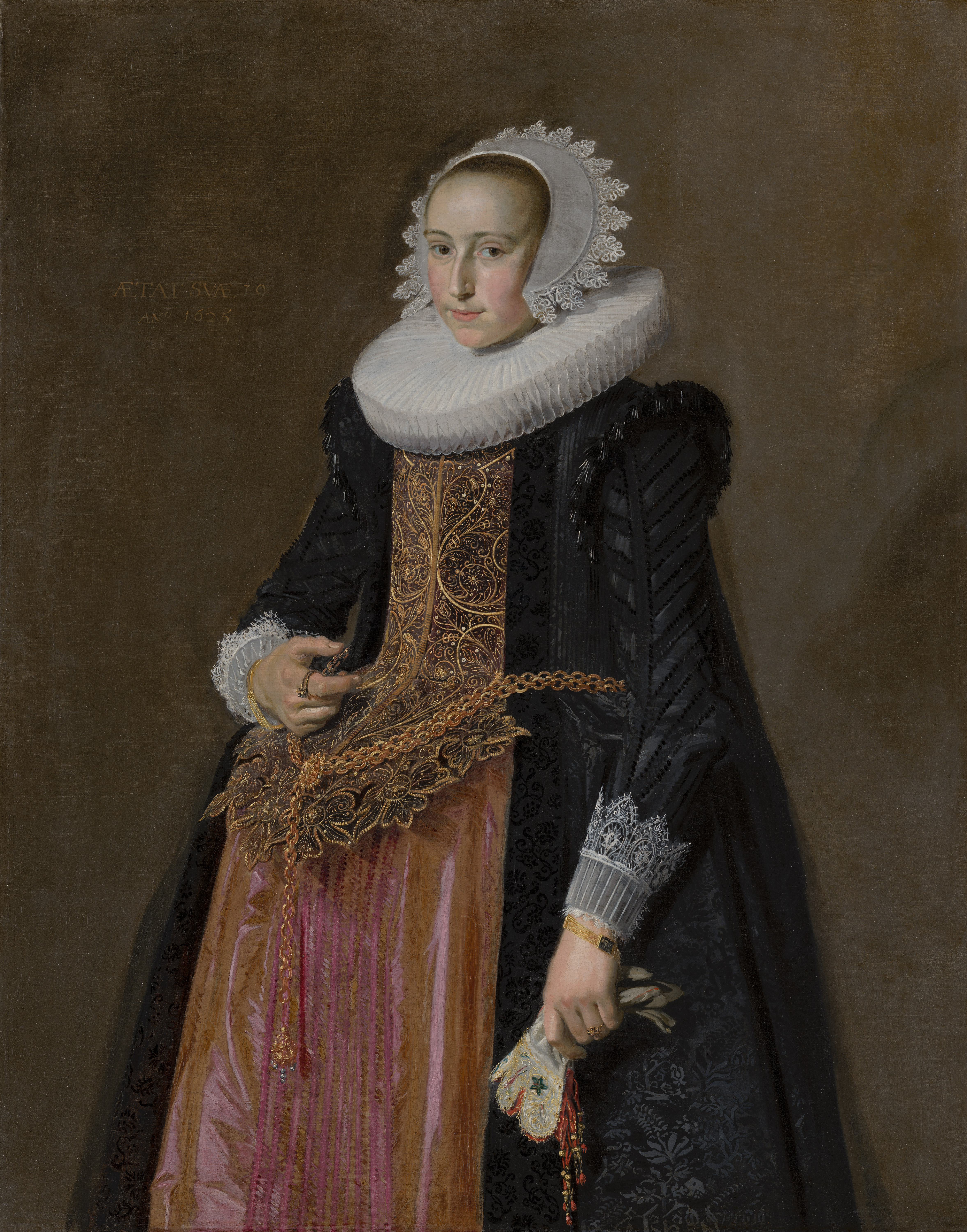
フランス・ハルス『アレッタ・ハーネマンスの肖像』 (1625年)、マウリッツハイス美術館、デン・ハーグ

17世紀の都会に暮らす中産階級にとって、結婚は肖像画を注文するのに申し分のない好機であった。富裕なハールレムのビール醸造業者ヤーコプ・オリーカンは29歳の時に、19歳のアレッタ・ハーネマンスと結婚した。その際にハールレムで最高の肖像画家ハルスに対作品を注文したのは、ハルスがすでに1615年以来、ハールレムに住むオリーカン家の人々の肖像画を描いていたからである。ハルスは、1660年まで同家の人々の肖像画を描き続けた。
本作とその対となる『アレッタ・ハーネマンスの肖像』は、16世紀の肖像画家がすでに用いた旧来の形式に従っている。夫と妻はほぼ正面を向き、互いの姿を鏡に映したような似通ったポーズをしている。2人とも一方の腕は肘を曲げ、もう一方は伸ばしたまま下に垂らしている。ハルスは夫妻を自然な雰囲気で描きつつ、わずかなディテールでその人らしさを表現している。
ハルスは後に自在をきわめる画風で名を上げるが、これらの肖像画は精密に、優美に描いた。そのことは、夫妻の豪華な衣服により明確に見てとれる。2人はともに襟のひだ飾りもすばらしい最新流行の衣装を身に纏っている。ヤーコプ・オリーカンの黒地の上下服は真に迫り、その質感描写は生地の手触りまで感じられそうなほどである。黒のリボンを飾ったサテンの袖の上に光が美しくはね返り、生地の模様の描写も精妙をきわめている。ヤーコプ・オリーカンは自信を漲らせた様子で、鑑賞者を見つめている。